# 榊原翼
榊原 翼（さかきばら つばさ、1998年8月25日 - ）は、千葉県銚子市出身の元プロ野球選手（投手）。右投右打。

## 経歴

### プロ入り前
日本人の父親とタイ人の母親の間に生まれたハーフ。銚子市立高神小学校4年生時に高神スポーツ少年団で野球を始め、銚子市立第二中学校では同校の軟式野球部に所属した。
高校は、埼玉県さいたま市緑区の浦和学院高校に進学。2年春の第87回選抜高等学校野球大会ではベンチ入りを果たし、チームはベスト4に進出するも、登板機会は無かった。2年秋の秋季埼玉大会では優勝し、秋季関東大会に進出するが、準々決勝で桐生第一高校に敗れ、2年連続の選抜出場はならなかった。3年春は、春季埼玉大会を制覇したが、夏の第98回全国高等学校野球選手権埼玉大会では、4回戦で市立川越高校に0対1で敗れた。
2016年10月20日に行われたドラフト会議にて、オリックス・バファローズから育成2位指名を受け、11月29日、さいたま市内で入団交渉を行い、支度金300万円、年俸250万円（金額は推定）で契約合意に達し、12月18日に大阪市内で新人入団会見が行われた。背番号は124。

### オリックス時代
2017年は、ウエスタン・リーグにおいて13試合に登板、12回1/3を投げ、2勝1敗、3セーブ、防御率1.46の成績を残した。
2018年、シーズン開幕前の3月15日に支配下登録されることが発表され、3月19日にNPB公示された。背番号は61。その直後のオープン戦期間中に一軍に合流し、3月25日の阪神タイガース戦に登板。当初はこの1試合限定のテストの予定であったが、鳥谷敬、糸井嘉男、ウィリン・ロサリオと阪神の2-4番に対し三者凡退に抑えたことを評価されて急遽開幕一軍入りが決まり、3月29日に正式に公示された。しかし、開幕3戦目の4月1日の福岡ソフトバンクホークス戦（福岡 ヤフオク!ドーム）で、8回裏から5番手としてプロ初登板を果たしたが、一死も取れずに5失点を喫して降板した。2度目の登板機会となった、4月3日の千葉ロッテマリーンズ戦（京セラドーム大阪）では、1回を1安打2奪三振無失点に抑えたが、翌4日に登録抹消となった。その後はファームにて、高めに浮いた直球を痛打された点を反省点として、低めへの制球を心がけた調整を行いながら、ウエスタン・リーグで35試合に登板。2勝2敗、防御率2.28と結果を残し、かつ金子千尋などの一軍先発陣に離脱が相次いだため、9月に先発として再昇格。17日の北海道日本ハムファイターズ戦（札幌ドーム）でプロ初先発登板を果たし、5回1安打無失点と好投したが、降板後に救援陣が逆転を許したため、プロ初勝利はならなかった。その後もプロ初勝利こそ叶わなかったものの、6回2失点、6回無失点と好投を続け、シーズンを終えた。最終成績は、5試合の登板で0勝0敗、防御率3.50だった。
2019年は自身初の開幕ローテーション入りを果たし、シーズン3度目の先発登板となった4月17日の日本ハム戦（京セラドーム）で、6回6安打1失点と好投し、プロ初勝利を挙げた。オリックスの育成入団投手が一軍公式戦で勝利投手となったのは榊原が初であった。その後も、5月22日のロッテ戦（京セラドーム）で清田育宏にソロ本塁打を打たれるまで開幕から本塁打を許さず、シーズン2登板目の4月7日の東北楽天ゴールデンイーグルス戦から、6月19日の読売ジャイアンツ戦まで、10試合連続でQSを記録するなど、ローテーション投手として安定した投球を続けていたが、7月5日に右肩甲下筋筋損傷の診断により一軍登録を抹消された。9月19日のソフトバンク戦で復帰したが、これがシーズン最後の一軍登板となった。最終的にシーズン合計で13試合に先発し、打線の援護に恵まれず勝ち星は伸びなかったが、防御率2.72、3勝4敗の成績を残した。
2020年は、春季キャンプでは当初一軍だったが、不調のためオープン戦が始まると二軍行きとなった。シーズン開幕後、左脇腹の違和感で離脱した山岡泰輔の代役として、7月3日に一軍登録され、7月24日の楽天戦（楽天生命パーク宮城）で、7回5安打1失点の内容で414日ぶりの勝利を挙げた。8月7日のロッテ戦（京セラドーム大阪）の予告先発となった際、自身が女優の広瀬すずに似ていることから（詳細後述）、広瀬すずの姉・広瀬アリスに似ているとされる相手球団のレオネス・マーティンと絡められ、「今夜『パ・リーグ 広瀬姉妹 対決』が実現」といった宣伝動画がパ・リーグTVより投稿され、話題を呼んだ。なお、この試合でのマーティンとの2打席の対決では2三振を奪うも、他のロッテ打線には打ち込まれて3回4失点で降板した。味方が先発全員安打・毎回安打を達成する17安打を打つもロッテの得点には追い付かず、そのまま敗戦投手となった。
2021年は、6月29日のロッテ戦（京セラドーム）でシーズン初先発するも、3回途中4安打5四球4失点で降板しこれがシーズン唯一の一軍登板となった。その後10月5日に球団から戦力外通告を受け、12月10日に育成選手として再契約を結んだ。推定年俸は700万円減の800万円、背番号は125。
2022年は、ファームでの1試合の登板に留まり、10月4日に2年連続となる戦力外通告を受けた。
2023年2月10日に自身のInstagramにて現役引退を発表した。社会人野球チーム入りが決まっていたが、イップスのストレスによる体調不良のため契約直前に断ったことを後日明かしている。

### 現役引退後
2023年6月に宮崎県に移住し、知人に紹介された宮崎市内の飲食店に勤務している。また同年末にYouTubeチャンネル「バラチャンネル」を開設した。

## 選手としての特徴・人物
ストレートの最速は152km/h。カーブを使った緩急を付けた投球を持ち味とし、スライダーやフォークも投じる。
愛称は「バラ」。
女優の広瀬すずに似ている顔立ちと言われており、2019年11月24日の「Bsファンフェスタ2019」で各選手が女装して登場する「オリ・コレクション」が開催されたときには広瀬を意識した女装を披露。

## 詳細情報

### 年度別投手成績
| 年 度     | 球 団      | 登 板 | 先 発 | 完 投 | 完 封 | 無 四 球 | 勝 利 | 敗 戦 | セ 丨 ブ | ホ 丨 ル ド | 勝 率 | 打 者 | 投 球 回 | 被 安 打 | 被 本 塁 打 | 与 四 球 | 敬 遠 | 与 死 球 | 奪 三 振 | 暴 投 | ボ 丨 ク | 失 点 | 自 責 点 | 防 御 率 | W H I P |
| --------- | ---------- | ----- | ----- | ----- | ----- | -------- | ----- | ----- | -------- | ----------- | ----- | ----- | -------- | -------- | ----------- | -------- | ----- | -------- | -------- | ----- | -------- | ----- | -------- | -------- | ------- |
| 2018      | オリックス | 5     | 3     | 0     | 0     | 0        | 0     | 0     | 0        | 0           | --    | 72    | 18.0     | 12       | 0           | 7        | 0     | 0        | 17       | 0     | 0        | 7     | 7        | 3.50     | 1.06    |
| 2019      | オリックス | 13    | 13    | 1     | 0     | 0        | 3     | 4     | 0        | 0           | .429  | 333   | 79.1     | 64       | 5           | 37       | 0     | 5        | 59       | 6     | 0        | 29    | 24       | 2.72     | 1.27    |
| 2020      | オリックス | 9     | 9     | 0     | 0     | 0        | 1     | 4     | 0        | 0           | .200  | 206   | 43.1     | 44       | 5           | 39       | 0     | 1        | 31       | 2     | 0        | 26    | 25       | 5.19     | 1.92    |
| 2021      | オリックス | 1     | 1     | 0     | 0     | 0        | 0     | 0     | 0        | 0           | ----  | 16    | 2.1      | 4        | 0           | 5        | 0     | 0        | 2        | 0     | 0        | 4     | 4        | 15.43    | 3.86    |
| 通算：4年 | 通算：4年  | 28    | 26    | 1     | 0     | 0        | 4     | 8     | 0        | 0           | .333  | 627   | 143.0    | 124      | 10          | 88       | 0     | 6        | 109      | 8     | 0        | 66    | 60       | 3.78     | 1.48    |

### 年度別守備成績
| 年 度 | 球 団      | 投手  | 投手  | 投手  | 投手  | 投手  | 投手     |
| 年 度 | 球 団      | 試 合 | 刺 殺 | 補 殺 | 失 策 | 併 殺 | 守 備 率 |
| ----- | ---------- | ----- | ----- | ----- | ----- | ----- | -------- |
| 2018  | オリックス | 5     | 0     | 1     | 0     | 0     | 1.000    |
| 2019  | オリックス | 13    | 4     | 13    | 1     | 3     | .944     |
| 2020  | オリックス | 9     | 2     | 9     | 1     | 0     | .917     |
| 2021  | オリックス | 1     | 0     | 1     | 0     | 0     | 1.000    |
| 通算  | 通算       | 28    | 6     | 24    | 2     | 3     | .938     |

### 記録
初記録
投手記録
- 初登板：2018年4月1日、対福岡ソフトバンクホークス3回戦（福岡 ヤフオク!ドーム）、8回裏一死に5番手で救援登板、0/3回5失点[17]
- 初奪三振：2018年4月3日、対千葉ロッテマリーンズ1回戦（京セラドーム大阪）、9回表に清田育宏から空振り三振[17]
- 初先発登板：2018年9月17日、対北海道日本ハムファイターズ23回戦（札幌ドーム）、5回1被安打無失点で勝敗つかず[21]
- 初勝利・初先発勝利：2019年4月17日、対北海道日本ハムファイターズ5回戦（京セラドーム大阪）、6回1失点[22]
- 初完投：2019年5月8日、対北海道日本ハムファイターズ7回戦（札幌ドーム）、8回3被安打1失点で敗戦投手

打撃記録
- 初打席：2019年6月19日、対読売ジャイアンツ2回戦（東京ドーム）、3回表に高田萌生から見逃し三振

### 背番号
- 124（2017年 - 2018年3月18日）
- 61（2018年3月19日 - 2021年）
- 125（2022年）